# حمیدرضا کاظمی
حمیدرضا کاظمی (زاده ۲۰ مهر ۱۳۷۱ در اصفهان) بازیکن فوتبال ایرانی است.
وی سابقه عضویت در تیم‌های سپاهان، صبای قم، گیتی‌پسند نیروی زمینی و مجیس عمان را در کارنامه دارد.

## افتخارات
- لیگ برتر
- قهرمانی در لیگ برتر فوتبال ایران ۹۱-۹۰ به همراه تیم سپاهان اصفهان
- جام حذفی
- قهرمانی در جام حذفی ۹۲–۹۱ به همراه تیم سپاهان اصفهان